# Richard Fredricks
Richard Fredricks (Los Angeles, 15 agosto 1933) è un baritono statunitense.
È stato uno dei principali baritoni drammatici sia della New York City Opera che della Metropolitan Opera. È anche apparso in televisione, esibendosi in The Tonight Show della NBC ed è stato la guest star protagonista di The Odd Couple della ABC.

## Biografia

### New York City Opera
Debuttò con la City Opera il 1º ottobre 1960, come Schaunard ne La bohème, con Chester Ludgin e Norman Treigle nel cast.  Continuò a interpretando lì i ruoli principali di baritono ne The Consul (con Patricia Neway), Le nozze di Figaro (come Count Almaviva), The Ballad of Baby Doe (come Horace Tabor), Lizzie Borden (come Captain Jason MacFarlane, nella prima mondiale dell'opera di Beeson), Carmen (come Escamillo), Tosca (come Barone Scarpia) (con Plácido Domingo), Cavalleria rusticana (come Alfio), Manon (come Lescaut, con Beverly Sills), diretto da Julius Rudel, Gianni Schicchi (protagonista), La traviata (come Germont), Lucia di Lammermoor (come Enrico), L'heure espagnole (Mulateer), Roberto Devereux (Nottingham), La Cenerentola (Dandini), Il barbiere di Siviglia (Figaro), Un ballo in maschera (Renato), Maria Stuarda (Talbot), Rigoletto (protagonista), Don Giovanni (protagonista),  diretto da Frank Corsaro, I puritani (Sir Richard Forth), Manon Lescaut (Lescaut), Pagliacci (Tonio), Lucrezia Borgia (Alfonzo d'Este), Andrea Chénier (Gerard), Falstaff (Ford), e Attila (Ezio).

### Metropolitan Opera
Richard Fredricks fece la sua prima apparizione con il Met nel 1976, quando andarono in tournée al Wolf Trap National Park for the Performing Arts, nel ruolo di Don Carlo, ne La forza del destino, nella produzione di John Dexter. L'anno seguente fu visto al Met ne La traviata, con Rita Shane. Il suo debutto interno avvenne come Athanael in Thaïs (con la Sills), seguito da Don Giovanni, Barnaba ne La Gioconda, i quattro cattivi in Les contes d'Hoffmann, Escamillio in Carmen, Sharpless in Madama Butterfly e Ostasio in Francesca da Rimini con Renata Scotto.
Fredricks è apparso nella maggior parte dei principali teatri delle Americhe, ma anche ad Amburgo, Francoforte, Venezia, Israele, Bruxelles, Messico e numerose esibizioni in Canada. Ha cantato il Conte de Luna ne Il trovatore (Montréal), Rigoletto a Toronto e Quebec, Scarpia in Tosca a Winnipeg e il presidente nordamericano come Demetrio in Sogno di una notte di mezza estate, di Britten a Vancouver. Nel 1971 ha interpretato se stesso nella commedia della prima serata della ABC, The Odd Couple, con Tony Randall e Jack Klugman. In quell'episodio Fredricks cantò selezioni da La Traviata e Camelot (If Ever I Would Leave You). Tra le sue registrazioni figurano sei operette in "Il tesoro dell'operetta" della RCA Victor, come Top in The Tender Land (abbreviato, con Joy Clements, Richard Cassilly e Treigle, diretto dal compositore Copland, 1965), Lizzie Borden (diretta da Anton Coppola, 1966) e il Requiem di Duruflé. Ha messo in scena come regista La bohème con la Michigan Opera e la Duluth Opera, oltre a cantare Lescaut e dirigere la produzione di Manon con la Honolulu Opera.

## Videografia
- Beeson: Lizzie Borden (B.Lewis, Faull, Elgar; Coppola, NN, 1965) VAI
- Donizetti: Roberto Devereux (Sills, Marsee, J.Alexander; Rudel, Capobianco, 1975) [dal vivo] VAI
- Verdi: La traviata (Sills, H.Price; Rudel, Capobianco, 1976) [dal vivo] VAI
- Massenet: Manon (Sills, H.Price, Ramey; Rudel, Capobianco, 1977) [dal vivo] Paramount Pictures
- Zandonai: Francesca da Rimini (Scotto, Rom, Domingo, MacNeil; Levine, Faggioni, 1984) [dal vivo] Deutsche Grammophon
- È anche stato ospite nella seconda stagione, Episodio 7 della serie TV The Odd Couple intitolata, "Does your mother know you're out?".